# 아리 (키에티도)
아리(이탈리아어: Ari)는 이탈리아 아브루초주 키에티도에 있는 코무네이다. 발레 쿠파(Valle Cupa) 강과 투리(Turri) 강 사이에 있는 산등성에 있는 작은 마을이다.